# Eternal Sunshine
Eternal Sunshine ist das siebte Studioalbum der US-amerikanischen Sängerin Ariana Grande. Es erschien am 8. März 2024 über Republic Records.

## Hintergrund
Am 12. Mai 2022, 19 Monate nach der Veröffentlichung ihres sechsten Studioalbums Positions (2020), stellte Ariana Grande klar, dass sie kein weiteres Album aufnehmen wird, bis sie mit den Dreharbeiten zu Wicked (2024) fertig sei, der Verfilmung des gleichnamigen Broadway-Musicals, in dem sie die Rolle der Glinda spielt. Im Oktober 2023 deutete sie erstmals scherzhaft ein kommendes Album an, indem sie "ag7: goat mother" als Bildunterschrift auf Instagram postete. Zu einer Reihe von Bildern gehörte ein Foto von ihr mit dem schwedischen Produzenten und langjährigen Mitarbeiter Max Martin in den Jungle City Studios in New York City.
Am 7. und 17. Dezember 2023 teilte Grande eine Reihe von Bildern und Videos, in denen sie in Aufnahmestudios arbeitet und Audiodateien bearbeitet. Im Gegensatz zu früheren Epochen erklärte sie ausdrücklich, dass es für das kommende Album keine Songschnipsel geben würde. Am 27. Dezember 2023 bestätigte die Sängerin über ihre sozialen Medien die Veröffentlichung des Albums im Jahr 2024. Auf Instagram postete sie ein Karussell von Videos, die sie unter anderem weinend in einem Aufnahmestudio und ihre Mutter Joan beim Tanzen zu einem ihrer neuen Songs zeigen. Sie betitelte den Beitrag mit „See you next year“ und markierte mehrere Accounts, darunter den schwedischen Musiker Ilya Salmanzadeh, den Musikvideo-Regisseur Christian Breslauer und Republic Records. Das Bild, auf dem sie weint, und ein weiteres, das sie tanzend zeigt, bezeichnete sie als die "zwei Stimmungen des Albums". Pakete mit dem Lippenstift "On Your Collar" von R.E.M. Beauty in der Farbe "Attention" mit einer unscharfen Nahaufnahme von Grandes roten Lippen und der Bildunterschrift eines Instagram-Posts, den sie ein paar Tage nach der Auslieferung machen würde, wurden an Fans verschickt. Am 17. Januar 2024 kündigte Grande das Album, seinen Titel Eternal Sunshine und das Veröffentlichungsdatum für den 8. März 2024 über ihre sozialen Medien an.
Der Titel des Albums ist eine Anspielung auf den Film Eternal Sunshine of the Spotless Mind (deutsch: Vergiss mein nicht!) (2004). Darin spielt Jim Carrey die Hauptrolle, den Grande nach eigenen Angaben sehr schätzt und in dessen Serie Kidding sie einen Gastauftritt hatte.

## Komposition und Text
Eternal Sunshine ist ein Pop- und R&B-Album das Elemente der Tanzmusik enthält, insbesondere Synthiepop und House-Musik. Helen Brown von The Independent beschrieb es als ein "Slow-Fizz-Pop"-Album, das aus Mid-Tempo-Synthies, Streichern und gedämpfter Gitarre bestehe. Jem Aswad von Variety war der Meinung, dass Martin und Salmanzadeh dem Album einen "sehr schwedischen Vibe und eine sehr schwedische Struktur der Tracks" verliehen haben, die von klassischem Pop inspiriert seinen, einem für angloamerikanische Musiker untypischen Stil. Textlich sei das Album eine Kombination aus "extrem selbstbewussten und völlig selbstironischen" Themen, die von Grandes persönlichen Beziehungen inspiriert sind. Billboard beschrieb es als eine introspektive Platte, in der Grande über sich selbst nachdenkt, während sie in die 30er Jahre kommt.

## Titelliste
| Nr.          | Titel                                    | Länge |
| ------------ | ---------------------------------------- | ----- |
| 1.           | Intro (End of the World)                 | 1:32  |
| 2.           | Bye                                      | 2:44  |
| 3.           | Don't Wanna Break Up Again               | 2:54  |
| 4.           | Saturn Returns Interlude                 | 0:42  |
| 5.           | Eternal Sunshine                         | 3:30  |
| 6.           | Supernatural                             | 2:43  |
| 7.           | True Story                               | 2:43  |
| 8.           | The Boy Is Mine                          | 2:53  |
| 9.           | Yes, And?                                | 3:34  |
| 10.          | We Can’t Be Friends (Wait for Your Love) | 3:48  |
| 11.          | I Wish I Hated You                       | 2:33  |
| 12.          | Imperfect for You                        | 3:02  |
| 13.          | Ordinary Things (feat. Nonna)            | 2:48  |
| Gesamtlänge: | Gesamtlänge:                             | 35:26 |

| Nr.          | Titel                                   | Länge |
| ------------ | --------------------------------------- | ----- |
| 14.          | Supernatural (Remix; feat. Troye Sivan) | 2:43  |
| 15.          | Imperfect for You (Akustik)             | 3:02  |
| 16.          | True Story (A cappella)                 | 2:43  |
| 17.          | Yes, And? (Remix; feat. Mariah Carey)   | 3:35  |
| Gesamtlänge: | Gesamtlänge:                            | 47:23 |

## Singleauskopplungen
| Jahr | Titel                                    | Höchstplatzierung, Gesamtwochen, AuszeichnungChartplatzierungen (Jahr, Titel, , Platzierungen, Wochen, Auszeichnungen, Anmerkungen) | Höchstplatzierung, Gesamtwochen, AuszeichnungChartplatzierungen (Jahr, Titel, , Platzierungen, Wochen, Auszeichnungen, Anmerkungen) | Höchstplatzierung, Gesamtwochen, AuszeichnungChartplatzierungen (Jahr, Titel, , Platzierungen, Wochen, Auszeichnungen, Anmerkungen) | Höchstplatzierung, Gesamtwochen, AuszeichnungChartplatzierungen (Jahr, Titel, , Platzierungen, Wochen, Auszeichnungen, Anmerkungen) | Höchstplatzierung, Gesamtwochen, AuszeichnungChartplatzierungen (Jahr, Titel, , Platzierungen, Wochen, Auszeichnungen, Anmerkungen) | Anmerkungen                                                 |
| Jahr | Titel                                    | DE | AT | CH | UK | US | Anmerkungen                                                 |
| --- | ---------------------------------------- | --- | --- | --- | --- | --- | ----------------------------------------------------------- |
| 2024 | Yes, And?                                | DE8 (13 Wo.)DE | AT3 (11 Wo.)AT | CH1 Gold · (12 Wo.)CH | UK2 Gold · (15 Wo.)UK | US1 Platin · (13 Wo.)US | Erstveröffentlichung: 12. Januar 2024 Verkäufe: + 1.917.000 |
| 2024 | We Can’t Be Friends (Wait for Your Love) | DE22 (13 Wo.)DE | AT12 (11 Wo.)AT | CH7 Gold · (24 Wo.)CH | UK2 Gold · (33 Wo.)UK | US1 ×2Doppelplatin · (24 Wo.)US | Erstveröffentlichung: 8. März 2024 Verkäufe: + 2.924.000    |
| 2024 | The Boy Is Mine                          | — | — | — | UK39 (10 Wo.)UK | US16 Platin · (… Wo.)US | Erstveröffentlichung: 21. Juni 2024 Verkäufe: + 1.060.000   |
| Folgende Lieder erschienen nicht als Single, wurden aber durch das Album zum Download und Streaming bereitgestellt und konnten somit eine Platzierung erlangen: |                                          | | | | | |                                                             |
| |                                          | | | | | |                                                             |
| 2024 | Don’t Wanna Break Up Again               | DE— aDE | — | — | — | US28 (2 Wo.)US | Charteinstieg: 15. März 2024                                |
| 2024 | Bye                                      | — | — | CH57 (1 Wo.)CH | UK13 (6 Wo.)UK | US25 (3 Wo.)US | Charteinstieg: 17. März 2024                                |
| 2024 | Supernatural                             | — | — | — | — | US17 (3 Wo.)US | Charteinstieg: 23. März 2024                                |
| 2024 | Eternal Sunshine                         | — | — | — | — | US23 (3 Wo.)US | Charteinstieg: 23. März 2024                                |
| 2024 | True Story                               | — | — | — | — | US30 (2 Wo.)US | Charteinstieg: 23. März 2024                                |
| 2024 | Imperfect For You                        | — | — | — | — | US37 (2 Wo.)US | Charteinstieg: 23. März 2024                                |
| 2024 | Intro (End of the World)                 | — | — | — | — | US38 (2 Wo.)US | Charteinstieg: 23. März 2024                                |
| 2024 | I Wish I Hated You                       | — | — | — | — | US39 (2 Wo.)US | Charteinstieg: 23. März 2024                                |
| 2024 | Ordinary Things                          | — | — | — | — | US55 (1 Wo.)US | Charteinstieg: 23. März 2024 feat. Nonna                    |

## Rezeption
Eternal Sunshine war vor und nach seiner Veröffentlichung Gegenstand großer medialer Aufmerksamkeit. Die visuelle Ästhetik des Albums wurde von zahlreichen Marken nachgeahmt. Savannah Walsh von Vanity Fair erklärte, dass sich die Zuschauerzahlen des Films Eternal Sunshine of the Spotless Mind laut Fandango in den Stunden nach der Veröffentlichung des Albums auf Vudu verdoppelt hätten.
Forbes besprach Grandes starke Chart-Performance und die schnelle Anhäufung von Charttoppern in den US-amerikanischen Billboard Hot 100, nachdem die Singles Yes, And? und We Can’t Be Friends (Wait for Your Love) von Eternal Sunshine an der Spitze der Charts debütierten, und stellte fest: "Ariana Grande scheint jedes Mal, wenn sie eine neue Single hat, die sie mit den Massen teilt, Platz eins der Hot 100 zu erreichen. Die US-amerikanische Öffentlichkeit liebt sie und die Musik, die sie macht; hat alle neun Spitzenplätze der Hot 100 in etwas mehr als einem halben Jahrzehnt erreicht. Das ist eine unglaublich kurze Zeitspanne, um so viele Spitzenplätze zu erreichen, wenn man bedenkt, dass es viele, viele andere Künstler gibt, die noch nicht einmal in die Nähe dieser Summe gekommen sind, obwohl sie es schon länger versuchen als Grande.
Auf Metacritic, das den Bewertungen von Fachpublikationen eine normalisierte Punktzahl von 100 zuweist, erhielt Eternal Sunshine auf der Grundlage von 19 Kritiken eine gewichtete Durchschnittspunktzahl von 84, was auf "allgemeine Zustimmung" hindeutet. In einer begeisterten Rezension lobte Brittany Spanos vom Rolling Stone Eternal Sunshine als "eine der ehrlichsten und einfallsreichsten Musik ihrer Karriere" und bezeichnete das Album als "sofortigen Klassiker".
In einer Rezension von Eternal Sunshine erklärte Matthew Ennis von York Vision auch den "Musik-Ikonen-Status", den Grande in der Musikindustrie besitzt, und betonte, dass Eternal Sunshine nur ein weiteres Beispiel für Grandes visionäre Fähigkeiten als Künstlerin sei, die ihr Vermächtnis als eines der bedeutendsten musikalischen Talente unserer Zeit verdiene.
Die musikalische Tonalität des Albums wurde oft gelobt. Harry Tafoya von Pitchfork, Moses Jeanfrancois von Beats Per Minute, Jem Aswad von Variety, und Mary Siroky von Consequence betonten Grandes "rohen", subtilen und zurückhaltenden Gesang, der ihrer Meinung nach den Schwerpunkt auf die Textur legte, anstatt ihre stimmliche Bandbreite zur Schau zu stellen. Zoladz sah Eternal Sunshine als eine von Grandes "textlich konsistenten" Veröffentlichungen. Im Gegensatz dazu fand Helen Brown vom Independent diesen Ton eher gesprächig, ohne "starke melodische Züge".
Eine Reihe von Kritikern äußerte sich kritisch über das Songwriting des Albums. Poppie Platt vom Daily Telegraph und David Cobbald von The Line of Best Fit hielten das Album für eine "glatt" produzierte Pop-Platte, wenn auch mit einigen wenig überzeugenden Titeln und einfachen Texten.
Die Einstufung von Eternal Sunshine als "Scheidungsalbum" löste eine kritische Debatte aus. Snapes beschrieb das Album als eine einfühlsame "Post-Scheidungs-Platte". Tafoya meinte, Eternal Sunshine sei nicht so ein "zusammenhängendes Scheidungsalbum" wie Adeles 30 (2021), Jeanfrancois hingegen sagte, es sei "keineswegs ein Scheidungsalbum".

## Kommerzieller Erfolg

### Chartplatzierungen
Eternal Sunshine avancierte unter anderem in Australien, Belgien, Dänemark, Neuseeland, den Niederlanden, Norwegen, Portugal, den Vereinigten Staaten und dem Vereinigten Königreich zum Nummer-eins-Album. In den britischen Charts erreichte Grande hiermit zum fünften Mal die Chartspitze, in den US-amerikanischen sogar das sechste Mal.
In Deutschland erreichte das Album mit Rang drei seine beste Platzierung, damit stelle Grande ihre bis dato beste Platzierung ein, die sie bereits mit den Alben Sweetener (August 2018) und Thank U, Next (Februar 2019) erreichte. Hier musste sie sich lediglich kleine Feuer (Paula Hartmann) und dem Spitzenreiter Invincible Shield (Judas Priest) geschlagen geben.
| ChartsChartplatzierungen       | Höchstplatzierung | Wochen |
| ------------------------------ | ----------------- | ------ |
| Deutschland (GfK)              | 3 (29 Wo.)        | 29     |
| Österreich (Ö3)                | 2 (22 Wo.)        | 22     |
| Schweiz (IFPI)                 | 2 (22 Wo.)        | 22     |
| Vereinigte Staaten (Billboard) | 1 (… Wo.)         | …      |
| Vereinigtes Königreich (OCC)   | 1 (48 Wo.)        | 48     |

| ChartsJahrescharts (2024)      | Platzierung |
| ------------------------------ | ----------- |
| Deutschland (GfK)              | 61          |
| Österreich (Ö3)                | 63          |
| Schweiz (IFPI)                 | 46          |
| Vereinigte Staaten (Billboard) | 23          |
| Vereinigtes Königreich (OCC)   | 29          |

### Auszeichnungen für Musikverkäufe
| Land/Region                  | Auszeichnungen für Musikverkäufe (Land/Region, Auszeichnung, Verkäufe) | Verkäufe  |
| ---------------------------- | ---------------------------------------------------------------------- | --------- |
| Australien (ARIA)            | Gold                                                                   | 35.000    |
| Belgien (BRMA)               | Platin                                                                 | 20.000    |
| Brasilien (PMB)              | 2× Platin                                                              | 80.000    |
| Dänemark (IFPI)              | Gold                                                                   | 10.000    |
| Frankreich (SNEP)            | Platin                                                                 | 100.000   |
| Italien (FIMI)               | Gold                                                                   | 25.000    |
| Kanada (MC)                  | Platin                                                                 | 80.000    |
| Neuseeland (RMNZ)            | Platin                                                                 | 15.000    |
| Polen (ZPAV)                 | Platin                                                                 | 20.000    |
| Portugal (AFP)               | Gold                                                                   | 3.500     |
| Spanien (Promusicae)         | Gold                                                                   | 20.000    |
| Vereinigte Staaten (RIAA)    | Platin                                                                 | 1.000.000 |
| Vereinigtes Königreich (BPI) | Gold                                                                   | 100.000   |
| Insgesamt                    | 6× Gold · 8× Platin ·                                                  | 1.508.500 |

Hauptartikel: Ariana Grande/Auszeichnungen für Musikverkäufe

## Eternal Sunshine Deluxe: Brighter Days Ahead
Am 28. März 2025 wurde mit Eternal Sunshine Deluxe: Brighter Days Ahead eine Neuauflage von Grandes siebtem Studioalbum veröffentlicht. Die Deluxe-Edition enthält neben den 13 Titeln der Standard-Ausgabe sechs zusätzliche Titel. Die CD- und Vinyl-Variante enthält des Weiteren drei Remix-Tracks.
Im Juli 2024 gab Grande bekannt, dass eine Deluxe-Ausgabe ihres Albums Eternal Sunshine in Produktion wäre, diese aber, aufgrund ihrer Verpflichtungen für die Promotion des Films Wicked, nicht in "allernächster Zeit" erscheinen werde. Nachdem sie am 27. Februar 2025 zunächst den Namen ihres Instagram-Accounts von @Sweetener in @BrighterDays, dem Namen der fiktionalen Klinik zur Gedächtnislöschung, die im Musikvideo zu We Can’t Be Friends (Wait for Your Love) erstmalig auftrat, änderte, kündigte sie das Album schließlich am 10. März 2025 offiziell an.
Parallel zur Neuauflage des Albums wurde ebenfalls am 28. März 2025 ein Kurzfilm mit dem Titel Brighter Days Ahead veröffentlicht, in dem Grande erneut in der Rolle der Peaches zu sehen ist.

### Titelliste
| Nr.          | Titel                               | Länge |
| ------------ | ----------------------------------- | ----- |
| 14.          | Intro (End of the World) (Extended) | 2:41  |
| 15.          | Twilight Zone                       | 3:18  |
| 16.          | Warm                                | 3:21  |
| 17.          | Dandelion                           | 3:24  |
| 18.          | Past Life                           | 3:35  |
| 19.          | Hampstead                           | 3:36  |
| Gesamtlänge: | Gesamtlänge:                        | 55:21 |

| Nr.          | Titel                                            | Länge |
| ------------ | ------------------------------------------------ | ----- |
| 15.          | Yes, And? (Remix; feat. Mariah Carey)            | 3:35  |
| 16.          | Supernatural (Remix; feat. Troye Sivan)          | 2:43  |
| 17.          | The Boy Is Mine (Remix; feat. Brandy und Monica) | 3:33  |
| Gesamtlänge: | Gesamtlänge:                                     | 65:16 |